# Mal Lloc
Mal Lloc este o arie protejată (arie specială de conservare — SAC, sit de importanță comunitară — SCI) din Spania întinsă pe o suprafață de 16,19 ha, integral pe uscat.

## Localizare
Centrul sitului Mal Lloc este situat la coordonatele 39°59′56″N 3°56′44″E / 39.9988°N 3.9456°E.

## Înființare
Situl Mal Lloc a fost declarat sit de importanță comunitară în iulie 2010 pentru a proteja 1 specie de plante și 31 de specii de animale. Situl a fost protejat și ca arie specială de conservare în martie 2015.

## Biodiversitate
Situată în ecoregiunea mediteraneană, aria protejată conține 4 habitate naturale: Iazuri temporare mediteraneene, Pseudostepă cu ierburi și specii anuale de Thero-Brachypodietea, Păduri de Olea și Ceratonia, Ape oligotrofe în general din solurile nisipoase vest-mediteraneene, cu un conținut foarte redus de minerale, cu Isoetes spp..
La baza desemnării sitului se află mai multe specii protejate:
- plante (1): Marsilea strigosa
- păsări (30): ciocârlie-de-câmp (Alauda arvensis), Alectoris rufa, pasărea ogorului (Burhinus oedicnemus), caprimulg (Caprimulgus europaeus), cânepar (Carduelis cannabina), sticlete (Carduelis carduelis), florinte (Chloris chloris), corb (Corvus corax), prepeliță (Coturnix coturnix), presură sură (Emberiza calandra), măcăleandru (Erithacus rubecula), vânturel roșu (Falco tinnunculus), muscar negru (Ficedula hypoleuca), Galerida theklae, acvilă pitică (Hieraaetus pennatus), sfrâncioc cu cap roșu (Lanius senator), codobatură galbenă (Motacilla alba), codobatură de munte (Motacilla cinerea), ciuf-pitic (Otus scops), pițigoi mare (Parus major), vrabie (Passer domesticus), codroș de munte (Phoenicurus ochruros), pitulice de munte (Phylloscopus collybita), pitulice-fluierătoare (Phylloscopus trochilus), mărăcinar (Saxicola rubetra), mărăcinar negru (Saxicola torquatus), graur (Sturnus vulgaris), mierlă (Turdus merula), sturz-cântător (Turdus philomelos), pupăză (Upupa epops)
- reptile (1): țestoasă bănățeană (Testudo hermanni)

Pe lângă speciile protejate, pe teritoriul sitului au mai fost identificate 6 specii de plante, 2 specii de amfibieni, 5 specii de mamifere, 2 specii de nevertebrate.